# Корейские алкогольные напитки
Корейские алкогольные напитки (кор. 전통주) — совокупность всех традиционных алкогольных напитков, существующих в корейской кухне, большинство из которых называются сино-корейским термином «чу» (хангыль — 주; ханча — 酒).

## Происхождение
Государство Когурё было самым северным среди трёх королевств на Корейском полуострове в период с III по VII век (Эпоха трёх корейских государств). По историческим свидетельствам, культура Когурё обладала высокоразвитыми традициями ферментативной пищи и напитков. В этот же период они использовали для приготовления напитков ферментативную смесь — нурук (дрожжи) (хангыль — 누룩) и солод. Методы, которые применяются сегодня, появились ещё 5 000 лет тому назад. Описание приёмов приготовления «суль» датируются раньше 430 года.
Пэкче было вторым из трёх королевств и находилось в юго-западной части полуострова. «Суль» проник в Японию из Пэкче, благодаря Susubori (корейский пивовар) по имени Inbon, который стал японским богом алкогольных напитков. По данным старых японских архивных записей «Молотый рис», Susubori предложил «суль» японскому королю. Это был первый случай в жизни короля, когда он попробовал алкоголь, который вызвал у него радость и громкое пение.
Силла был третьим королевством той эпохи, находившимся на юго-востоке региона, который, впоследствии, в VII веке объединил весь Корейский полуостров. Силла был молодым государством и менее развитым, чем Пэкче и Когурё. Это также относится и к технике производства «суль». Однако вскоре Силла захватил всех своих старых соседей. Текст «Jibung Yuseol» времён Силлы рассказывает о существовании традиции приготовления «суль» в Силла.
«Чеванъунги» — историческая книга времён династии Корё, в которой есть миф о том, как впервые в Корее появились алкогольные напитки. «Когда-то жил король, который наслаждался, используя алкоголь для соблазнения женщины, чтобы иметь от неё много детей. Когда у них родился сын, то они его назвали Суль. Слово „суль“ (хангыль — 술), относящийся к алкогольным напиткам, пришло из сочетания слов „су“ (хангыль — 수; ханча — 水) и „пуль“ (хангыль — 불), означающий „вода“ и „огонь“. Это — огненная вода, произошедшая от кипящей жидкости». Эта этимологическая версия наиболее популярна.
Производство традиционных корейских вин и ликёров, а также спрос на них, резко упали во время японской оккупации. В 1986 году, в попытке исправить эту ситуацию, Администрация культурного наследия Южной Кореи отобрала 86 разновидностей традиционных алкогольных напитков в качестве культурного наследия с 12 типами, которые были отобраны как «Важное нематериальное культурное наследие Кореи», каждый из которых имеет собственную локализацию в Корее.

## Разновидности
В Корее наиболее распространённой сельхозкультурой был рис, следовательно, большинство корейских алкогольных напитков производили из риса, как из клейкого, так и из обычного, который подвергали брожению с помощью дрожжей и nuruk. Алкогольные напитки на основе пшеницы делали при помощи фермента амилазы. Корейцы также часто используют фрукты, цветы, травы и прочие ингредиенты для придания запаха алкогольному напитку, который намного сильнее, чем в китайских винах.
Существует 6 основных типов корейских алкогольных напитков: якчу, дистиллированный ликёр (включая соджу), такчу, фруктовые вина, цветочные вина, лечебные вина.

### Якчу
Якчу (хангыль — 약주; ханча — 藥酒) — буквально в переводе с корейского означает «лечебный алкоголь». Якчу — это очищенное рисовое вино, приготовленное из варённого риса, который прошёл несколько ферментативных стадий. Якчу также ещё называют myeongyakju или beopju, и он отличается от takju своей светлотой.
Варианты якчу включают в себя пэкхаджу (백하주), который готовят из клейкого риса и корейского nuruk, хыкмиджу (хангыль — 흑미주; ханча — 黑米酒; буквально — чёрное рисовое вино), которое готовят из чёрного риса.

### Чхонджу
Чхонджу (хангыль — 청주; ханча — 淸酒; буквально — «чистое вино» или «чистый ликёр», в противоположность неочищенному макколли) — очищенное рисовое вино, подобное японскому сакэ. Один из популярных брендов чхонджу — Чанха (청하), который широко распространён в корейских ресторанах. Существуют местные варианты чхонджу, например, попчу (법주), который варили в древнем городе Кёнджу.

### Дистиллированный ликёр
Корейский дистиллированный ликёр включает в себя корянджу (хангыль — 고량주; ханча — 高梁酒), изготавливаемый из сорго и подобный китайскому gaoliang jiu, а также окроджу (хангыль — 옥로주; ханча — 玉露酒), который изготавливают из риса и юльму. Существует и другой тип, под названием мунбэджу (문배주), получивший в Южной Корее статус нематериального культурного наследия (№ 86-1). Мунбэджу — традиционный выдержанный дистиллированный ликёр, изготавливаемый из пшена, сорго, пшеницы, риса и нурука (закваска) с крепостью в 40 градусов. Сам напиток родом из Пхеньянского региона КНДР и имеет особый аромат, который похож на запах цветков дерева мунбэ, похожего на грушу.

### Соджу
Соджу (хангыль — 소주; ханча — 燒酒) — очищенный, слегка дистиллированный сладкий алкоголь, который является очень популярным корейским ликёром. Его изготавливают из зернистокого или сладкого картофеля и как правило, недорогого. Обычно соджу содержит 17-20 % алкоголя от общего объёма. Существует также тип этого напитка с пометкой, что ингредиенты были дистиллированы посредством традиционных методов, используемых в городе Андоне. Крепость такого напитка — 45 градусов. Этот тип соджу имеет государственную печать защиты. Андон исторически был известен как один из самых лучших центров изготовления соджу. Все остальные виды соджу, а также упомянутые раннее традиционные корейские алкогольные напитки, как правило, стоят недорого в самой Корее, но андонский соджу в 20 раз дороже обычного. В коммерции андонский соджу определяют как коньяк. В конце XX века соджу стали придавать запах лимона и зелёного чая. Существует также японская версия, которая называется сётю.

### Макколли
Макколли (хангыль — 탁주; ханча — 濁酒), также известен как такчу, — корейский традиционный алкогольный напиток молочного цвета со сладким вкусом, крепостью от 6,5 до 7 %. Макколли иногда называют «корейским рисовым вином». Изготавливается из риса путём ферментации смеси варёного риса и воды. В последнее время напиток становится популярным в городах, особенно среди молодёжи. Его также называют нонджу (хагыль — 농주; ханча — 農酒).
Существует также другой вариант макколли, называемый ихваджу (хангыль — 이화주; ханча — 梨花酒, буквально «вино из цветков грушевого дерева»). Такое название этот вариант макколли получил из-за того, что его готовят из варева риса с рисовым солодом, который подвергают закваске в период цветения грушевых деревьев. Ихваджу часто пьют ложкой. Этот напиток очень популярен среди фермеров, которые употребляют его, работая на рисовых полях.
Существует подобный напиток под названием камджу (хангыль — 감주; ханча — 甘酒). Это название часто используют и для безалкогольных напитков, включая сикхе.
Макколли обычно продают в пластиковых бутылках. Традиционно макколли подаётся в металлической или деревянной чашке, из которой отдельные чашки и миски наполняются с помощью ковша. Поскольку это нефильтрованный напиток, то, как правило, макколли перемешивают до потребления.

### Фруктовые вина
В Корее существует множество фруктовых вин, изготовленных из сочетания фруктов и ягод с алкоголем. Пхододжу (хангыль — 포도주; ханча — 葡萄酒) делают из рисового вина, смешанного с виноградом. Большинство популярных фруктовых вин приготавливают из мэсыля (такое вино называют мэсильджу, мэ-хва-су, мэ-чхый-сун или Соуль-чун-мэ), покпунджа (хангыль — 복분자, корейская чёрная малина, лат. Rubus coreanus Miquel, 15 % алкоголя), китайской айвы, вишни, семян сосны, граната. Покпунджаджу (хангыль — 복분자주, ханча — 覆盆子酒), как говорят, способствует сексуальной стойкости.

### Цветочные вина
В Корее существует множество традиционных вин, изготовляемых из цветов. Сюда входят вина, приготовленные из хризантем, называемые кукхваджу (хангыль — 국화주; ханча — 菊花酒; отмеченный Jinro как Chun Kook), из цветов акации, цветков мэсиля (мэхваджу; ханча — 梅花酒), цветков персика (тохваджу; ханча — 桃花酒), из жимолости (индонджу; хангыль — 인동주; ханча — 忍冬酒), из дикого шиповника, из лепестков и плодов красно-бурого шиповника.
Тугёнджу (хангыль — 두견주; ханча — 杜鵑酒) — вино, приготовленное из лепестков азалии, которое производили в провинции Чхунчхондо. Это вино — сладкое, вязкое, светлого желтовато-коричневого цвета, содержащие около 21 % алкоголя. Мёнчхон тугёнджу определено южно-корейским правительством как важное нематериальное культурное наследие Кореи под № 86-2.
Другой тип цветочного вина под названием пэкхванджу (хангыль — 백화주; ханча — 白花酒) делают из 100 видов цветов.

### Лечебные вина
Лечебные ликёры, называемые ягёнджу (хангыль — 약용주; ханча — 藥用酒), производят, сочетая лечебные семена, травы и коренья с алкоголем.
- Инсамджу (хангыль — 인삼주; ханча — 人蔘酒) делают с женьшенем. Наиболее популярное лечебное вино среди пожилых людей[16].
- Тосоджу (хангыль — 도소주; ханча — 屠蘇酒) — популярное вино из трав, традиционно подаваемое на новогодний стол[17].
- Сосунджу (хангыль — 송순주; ханча — 松筍酒) — это соджу, приготовленное с клейким рисом и мягкими незрелыми сосновыми шишками или побегами[18][19].
- Огальпхиджу (хангыль — 오갈피주) делают из коры сидячецветкового элеутерококка, смешанной с соджу и сахаром.
- Чугёпчхонджу (хангыль — 죽엽청주; ханча — 竹葉青酒) — традиционный ликёр, приготовленный с бамбуковыми листьями[20].
- Чхусонджу (хангыль — 추성주; также произносится как чхусунджу) — традиционное вино, приготовленное из клейкого и неклейкого риса, трав, включая лимонник китайский и эвкоммию. На рынке вино продают в бутылке бамбуковой формы.
- Тэипхсуль (хангыль — 대잎술) — традиционное народное вино из уезда Тамян провинции Чолла-Намдо, приготовленное из клейкого, коричневого риса и бамбуковых листьев, вместе с десятком лечебных трав[21].
- Пэкседжу (хангыль — 백세주; ханча — 百歲酒; буквально переводится как «столетнее вино») — коммерческий вариант лечебного вина и наиболее популярное лечебное вино среди молодёжи. Пэкседжу стал популярной альтернативой соджу в большинстве ресторанов и питейных заведениях. Это рисовое вино настояно с клейким рисом и одиннадцатью травами, включая лакрицу, лимонник китайский, дерезу обыкновенную, астрагал, имбирь, корицу. Алкоголя — 13 %[22].
- Сасанчхун (хангыль — 산사춘) — другой вид коммерческого корейского вина, приготовленный из красных плодов сансы или китайского боярышника. Пивоваренная компания «Пэ Сан Мюн», поставляющая на рынок это вино, утверждает, что сасанчхун обладает терапевтическим действием[23].
- Пэмджу (хангыль — 뱀주; буквально переводится как «змеиное вино») — вино, при готовке которого змею помещают в сосуд с дистиллированным ликёром как соджу, после чего выдерживают его. Это народное лекарство, которое, как говорят, должно быть особенно хорошим для мужчин, с использованием различных видов змей. Местные знания гласят, что чем ядовитее змея, тем лечебнее вино и соответственно, выше цена.
- Ттонсуль (хангыль — 똥술), известное также как «вино из отбросов», приготавливают, разливая соджу в углубления, где лежит курица или собака и оставляя смесь в там до тех пор, она не начнёт ферментировать. В отличие от других лечебных вин, корейцы пьют его из веры, что оно может вылечить болезни. В настоящее время этот напиток непопулярен, и его можно найти только в традиционных ресторанах.

## Прочие вина
Юджу или Маюджу (хангыль — 마유주; ханча — 馬乳酒) делают из забродившего молока кобылы. Появился в Корее из Монголии. Это вино подобно кумысу.

## Корейское пиво
Пиво в Корее появилось в начале XX века. По данным ежегодных сводок «Анналы династии Чосон», в которых описано всё, что происходило, пиво уже изготавливали в то время. Во время голода король запрещал производство пива для народа. В Сеуле в 1908 году была открыта первая в Корее пивоварня. Два современных крупных пивоваренных завода были основаны в 1920-х годах. Третий завод «Jinro Coors Brewery» был основан в 1990-х годах, но позднее приобретён «Oriental Breweries».